# Codi Hays

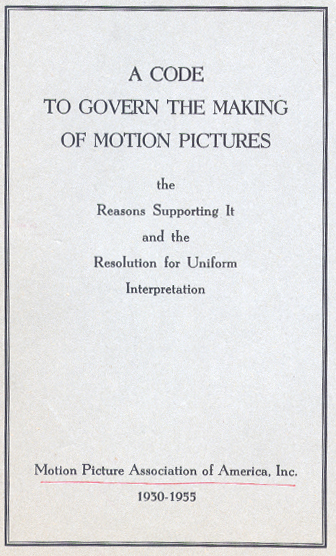

El codi Hays va ser un codi de producció cinematogràfic que determinava amb una sèrie de regles restrictives què es podia veure en pantalla i què no en les produccions estatunidenques.
Creat per l'associació de productors cinematogràfics dels Estats Units (MPAA), descrivia el que era considerat moralment acceptable. Va ser escrit per un dels líders del Partit Republicà de l'època, William H. Hays, un dels principals membres del MPAA, i es va fer popular amb el seu cognom.
Encara que establert el 1930, es va aplicar des de 1934 fins que es va abandonar el 1967, per donar lloc al nou sistema de classificació per edats de la MPAA. De fet, la manera de fer del cinema als EUA va canviar, es va fer menys obert a la cruesa social, menys naturalista, més críptic (de vegades, va aconseguir ser suggestiu per indirecte; i de les pel·lícules sonores anteriors a 1934 es parla del període "pre-code").
El codi va constituir un sistema de censura, que prohibia l'exhibició als Estats Units de la majoria de les pel·lícules europees o independents que sovint violaven l'estil de Hollywood.

## Les prohibicions del codi
El codi enumerava tres "principis generals". Especificava, a més, les restriccions com a aplicacions particulars dels tres principis anteriors.

### Desenvolupament complet

#### Principis generals
- No s'autoritzarà cap film que pugui rebaixar el nivell moral dels espectadors. Mai es conduirà a l'espectador a prendre partit pel crim, el mal, el pecat.

- Els gèneres de vida descrits en el film seran correctes, tenint en compte les exigències particulars del drama i de l'espectacle.

- La llei, natural o humana, no serà ridiculitzada i la simpatia de l'auditori no anirà cap a aquells que la violenten.

#### Crims
- La tècnica de l'assassinat haurà de ser presentada de manera que no susciti imitació.

- No es mostraran els detalls dels assassinats brutals.

- La venjança, en els nostres dies, no estarà justificada.

- Els mètodes dels criminals no hauran de ser presentats amb precisió.

- Les tècniques del robatori, de la perforació de caixes fortes i la destrucció de trens, mines i edificis amb dinamita, no han de ser detallades.

- S'observaran les mateixes precaucions en el que concerneix a l'incendi voluntari.

- La utilització d'armes de foc serà reduïda al mínim estricte.

- La tècnica del contraban no serà exposada.

- El tràfic clandestí de drogues i ús d'aquestes no seran mostrats en cap film.

- Fora de les exigències pròpies de la trama i dels personatges, no es donarà lloc a l'alcohol en la vida nord-americana.

#### Vulgaritat
Abordant temes grollers, repugnants i desagradables, però no necessàriament dolents, s'haurà d'atendre a les exigències del bon gust i es respectarà la sensibilitat de l'espectador.

#### Alcohol
L'ús d'alcohol mai s'ha de representar de manera excessiva. En les escenes de la vida americana, les exigències de la trama i d'una pintura satisfactòria dels personatges poden només justificar la seva existència. I fins i tot en aquest cas, el realitzador haurà de donar proves de moderació.

#### Religió
Els ministres del culte en les seves funcions de ministres de culte no seran mostrats mai sota un aspecte còmic o crapulós. Els sacerdots, els pastors i les religioses mai es podran mostrar capaços d'un crim o d'un grup impur.

#### Blasfèmies
Les blasfèmies intencionals i tot propòsit Irreverent o vulgar estan prohibits sota totes les seves formes. El personatge de Crist ha de ser tractat amb respecte. Crist no és tema per a una comèdia. Iguals regles regiran en el que concerneix a la Mare de Déu.
El codi de producció no donarà consentiment a l'ús en un film de cap de les paraules de la llista següent, que no és exhaustiva:
- Déu: Senyor; Jesús; Crist (emprat amb irreverència);
- Merda, Kilombo; fotut; calent (referit a una dona); verge; puta: marieta; cornut; fill de puta;
- Acudits de WC: historietes de viatjants de comerç i de filles de grangers;
- Condemnat; infern (excepte quan aquestes dues últimes paraules són indispensables i necessàries en la representació, en un context històric correcte, en una escena d'un diàleg, fonamentats sobre un fet històric o folklòric o arran d'una cita bíblica, en el seu context, o una cita literària, i a condició que no es faci cap ús d'aquestes paraules que no sigui conforme al bon gust o reprensible en si).

#### La sexualitat
El caràcter sagrat de la institució del matrimoni i de la llar serà mantingut. Els films no deixaran suposar que formes grolleres de relació sexual són cosa freqüent o reconeguda.
- L'adulteri i tot comportament sexual il·lícit, de vegades necessaris per a la intriga, no han de ser objecte d'una demostració massa precisa, ni ser justificats o presentats sota un aspecte atractiu.

Escenes de passió:
- No han de ser introduïdes en la trama, tret que siguin indispensables.

- No es mostraran petons ni abraçades d'una lascívia excessiva, de poses o gestos suggestius.

- En general, el tema de la passió ha de ser abordat de manera que no desperti emocions vils o grolleres de seducció: la violació.

- Mai han d'aventurar-se més lluny, en aquest domini, que de l'al·lusió, i això únicament quan la trama no pugui evitar-ho. Aquests temes mai han de ser objecte d'una descripció precisa. Fins i tot, la descripció de la víctima debatent-se davant la violació està prohibida.

Mai són convenients per a una comèdia:
- Les perversions sexuals i tota al·lusió a aquestes està prohibida.

- Mai es tractarà el tràfic de blanques.

#### Decisions particulars sobre la sexualitat
Per respecte al caràcter sagrat del matrimoni i de la llar, el “triangle” –si s'entén per tal l'amor d'un tercer per una persona ja casada— serà objecte d'un tractament particularment circumspecte. No ha de presentar la institució del matrimoni com a antipàtica.
Les escenes de passió han de ser tractades sense oblidar què és la naturalesa humana, i quines són les accions habituals. Nombroses escenes no poden ser presentades sense despertar emocions perilloses en els joves, els retardats i els criminals.
Fins i tot en els límits de l'amor pur, hi ha fets la presentació dels quals ha estat sempre considerada pels juristes com a perillosa.
Quan es tracta d'un amor impur, d'un amor que la societat sempre ha tingut per dolent o que la llei divina condemna, importa observar les regles següents:
- Un amor impur mai no ha de semblar atractiu o bell.

- No ha de ser objecte d'una comèdia o d'una farsa, o utilitzat per provocar el riure.

- No ha d'originar en l'espectador el desig o una curiositat malsana.

- No ha de semblar just ni permès.

- En general, no s'han de detallar ni en el mètode ni en la manera.

#### Vestuari
- El nu complet no s'admet en cap cas. Aquesta prohibició afecta el nu de fet, el nu en siluetes i tota visió llicenciosa d'una persona nua a la vista d'altres personatges del film. Es prohibeix igualment mostrar els òrgans genitals dels nens, compresos els dels nounats.

- Els òrgans genitals de l'home no s'han de delatar sota una vestidura de bosses o de plecs suggestius. Si un tema històric exigeix uns pantalons ajustats, la forma característica dels òrgans genitals ha de ser suprimida en la mesura del possible.

- Els òrgans genitals de la dona no han de delatar-se sota un tul, ni en ombres ni com un solc. Tota al·lusió al sistema capil·lar, incloses les aixelles, està prohibida.

- Les escenes de treure's la roba han d'evitar-se si no són indispensables per a la trama. En endavant, queda prohibit mostrar les dones traient-se les mitges. Mai un home haurà de treure les mitges a una dona. No està permès per als homes treure's els pantalons. Si l'argument ho exigeix, se'ls pot mostrar amb els pantalons ja trets, a condició, no obstant això, de presentar-los amb una roba interior convenient.

- Les exhibicions estan prohibides. El melic també.

- Els vestuaris de la dansa que permetin exhibicions inconvenients i moviments indecents durant la dansa estan prohibits.

#### Decisions particulars sobre el vestuari
Es va decidir que les mesures preses pel codi de producció en el que concerneix al vestuari, el nu, les exhibicions indecents, no s'han d'interpretar de manera que s'excloguin escenes autènticament fotografiades en països estrangers que mostren la vida indígena en aquest país, si aquestes escenes formen part integral d'un film que descriu exclusivament la vida indígena, a condició que aquestes escenes no tinguin res de reprensible en si mateixes, que no siguin emprades en cap film realitzat en estudis i que no se subratlli de cap manera en aquestes escenes les particularitats del cos, del vestuari o de la roba dels indígenes.

#### Decisions particulars sobre el nu
- L'efecte del nu o del seminu sobre els homes i les dones normalment constituïts, i més encara sobre els adolescents i els retardats, ha estat reconegut amb honestedat pels qui fan les lleis i els moralistes.

- D'on es desprèn el fet que la possible bellesa d'un cos nu o seminu no impedeix la immoralitat de la seva exhibició en el film. Aleshores, malgrat la seva bellesa, l'efecte d'un cos nu o seminu sobre un individu normal ha de ser pres en consideració.

- El recurs del nu o del seminu amb el simple propòsit d'“assaonar” un film ha de col·locar-se entre les accions immorals. És immoral en el seu efecte sobre l'espectador mitjà.

- El nu, en cap cas, pot ser d'una importància vital per a la trama. El seminu no ha de traduir-se en exhibicions inconvenients o obscenes.

- Les teles transparents o translúcides i les siluetes són amb freqüència més suggestives que un nu.

#### Ball
- Les danses que suggereixin o representin actes sexuals o passionals indecents estan prohibides.

- Les danses que accentuïn els moviments indecents seran jutjades obscenes. Tot bellugar de malucs i tot moviment del baix ventre han de ser vigilats estrictament.

#### Decisions particulars sobre la dansa
A la dansa, se la considera universalment com un art i un mitjà d'expressió d'emocions humanes particularment belles.
Però, les danses que suggereixen o representen actes sexuals, siguin executades per una, dues o nombroses persones, les danses que tenen per fi provocar reaccions emotives del públic, les danses que originen moviments de sines, una agitació excessiva del cos estant immòbils, són un ultratge al pudor i són dolentes.

#### Decorats
- El bon gust i la delicadesa han de regir la utilització dels dormitoris. Evitar donar massa importància al llit. És preferible que les parelles casades dormin en llits separats. Si és impossible evitar el llit comú, no es permetrà en cap concepte mostrar la parella en el llit al mateix temps.

#### Temes reprovables
Els temes següents han de ser tractats sense passar les fronteres del bon gust:
- El penjament o l'electrocució com a càstigs legals del crim.

- L'escanyament.

- La brutalitat i el macabre. Tota al·lusió a la còpula d'un home i un cadàver està prohibida i, si es mostra una morta, evitar donar-li un aire seductor.

- La marca amb foc d'animals i persones.

- La crueltat visible cap a animals o nens. El cop de mà en el darrere està permesa si troba una justificació en la trama. Mai serà aplicada sobre les natges nues.

- La venda de dones o una dona venent la seva virtut.

- Les operacions quirúrgiques. Tota visió d'un bisturí o d'una agulla hipodèrmica que penetra en la pell, tota extracció de sang, estan prohibides.

- Les ferides han de mostrar un mínim estricte de sang, fins i tot en els films de guerra.

## Evolució

### Pre-Codi Hollywood
El 19 de febrer de 1930, Variety va publicar tot el contingut del Codi i va predir que les juntes estatals de censura cinematogràfica aviat quedarien obsoletes; tanmateix, els homes obligats a fer complir el codi —Jason Joy (cap del comitè fins al 1932) i el seu successor, James Wingate— eren generalment poc entusiastes i/o ineficaços. L'àngel blau, la primera pel·lícula que l'oficina va revisar, que va ser aprovada per Joy sense cap revisió, va ser considerada indecent per un censor de Califòrnia. una quantitat important de material lúdic va arribar a la pantalla. Joy havia de revisar 500 pel·lícules a l'any amb un personal reduït i poc poder. Estava més disposat a treballar amb els estudis i les seves habilitats d'escriptura creativa van portar a la seva contractació a Fox. D'altra banda, Wingate va lluitar per mantenir-se al dia amb l'allau de guions que arribaven, fins al punt que el cap de producció de Warner Bros , Darryl Zanuck, li va escriure una carta demanant-li que agafi el ritme. El 1930, l'oficina de Hays no tenia l'autoritat per ordenar als estudis que retiressin material d'una pel·lícula i, en canvi, treballava raonant-los i de vegades suplicant-los. Complicant les coses, el procés d'apel·lació finalment va posar la responsabilitat de prendre la decisió final en mans dels estudis.

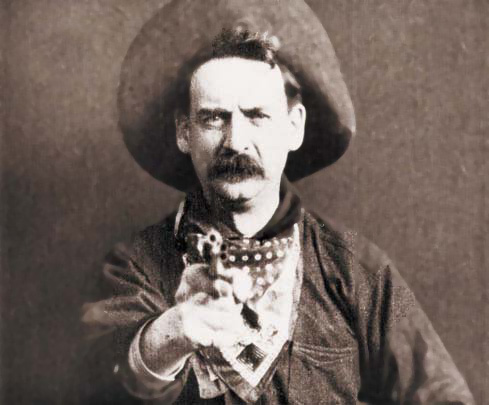
Un pla famós de la pel·lícula de 1903 The Great Train Robbery. Les escenes en què els delinqüents apuntaven les armes a la càmera van ser considerades inadequades per la junta de censura de l'estat de Nova York als anys vint, i normalment s'eliminaven.

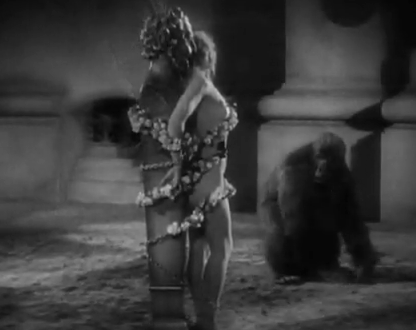
Del signe de la creu de Cecil B. DeMille (1932)

Un factor per ignorar el codi va ser el fet que alguns trobaven aquesta censura com una modrida, a causa de les actituds socials llibertines dels anys 20 i principis dels 30. Aquest va ser un període en què l'era victoriana va ser ridiculitzada de vegades com a ingenua i endarrerida. Quan es va anunciar el Codi, el periòdic liberal The Nation el va atacar, afirmant que si el crim no s'havia de presentar mai de manera simpàtica, pres literalment això significaria que "llei" i "justícia" es convertirien en un mateix; per tant, esdeveniments com el Boston Tea Party no es van poder retratar. Si el clergat s'ha de presentar sempre de manera positiva, tampoc no es podria tractar la hipocresia. L'Outlook va estar d'acord i, a diferència de Variety, va predir des del principi que el Codi seria difícil d'aplicar. La Gran Depressió de la dècada de 1930 va portar molts estudis a buscar ingressos de qualsevol manera possible. Atès que les pel·lícules que contenien contingut violent i violent van donar lloc a unes vendes d'entrades elevades, semblava raonable continuar produint aquestes pel·lícules. Aviat, la violació del codi es va convertir en un secret a veus. El 1931, The Hollywood Reporter es va burlar del codi i va citar un guionista anònim dient que "el codi moral de Hays ja no és ni una broma; és només un record"; dos anys més tard, Variety va seguir el mateix.

### Era Breen
El 13 de juny de 1934, es va adoptar una esmena al Codi, que va establir l'Administració del Codi de Producció (PCA) i va obligar a totes les pel·lícules estrenades a partir de l'1 de juliol de 1934 a obtenir un certificat d'aprovació abans de ser estrenada. La PCA tenia dues oficines: una a Hollywood i l'altre a la ciutat de Nova York. La primera pel·lícula que va rebre un segell d'aprovació de l'MPPDA va ser The World Moves On (1934). Durant més de 30 anys, pràcticament totes les pel·lícules produïdes als Estats Units es van adherir al codi. El codi de producció no va ser creat ni aplicat pel govern federal, estatal o municipal; els estudis de Hollywood van adoptar el codi en gran part amb l'esperança d'evitar la censura del govern, preferint l'autoregulació a la regulació governamental.
El pare Daniel A. Lord, un jesuïta, va escriure: "El smut silenciós havia estat dolent. El smut vocal va cridar als censors per venjar-se". Thomas Doherty, professor d'estudis americans a la Universitat de Brandeis, ha definit el codi com "no una mera llista de Thou-Shalt-Nots, sinó una homilia que pretenia unir la doctrina catòlica a la fórmula de Hollywood. Els culpables són castigats, els virtuosos recompensats, els l'autoritat de l'església i l'estat és legítima, i els vincles del matrimoni són sagrats". El que va resultar s'ha descrit com "un negoci de propietat jueva que ven teologia catòlica a l'Amèrica protestant".
Joseph I. Breen, un destacat laic catòlic que havia treballat en relacions públiques, va ser nomenat cap de la PCA. Sota el lideratge de Breen, que va durar fins a la seva jubilació el 1954, l'aplicació del Codi de producció es va fer notòriament rígida. Fins i tot, el símbol sexual de dibuixos animats, Betty Boop, va haver de canviar la seva personalitat i el seu vestit característics de flapper, adoptant un aspecte passat de moda i gairebé matronal. Tanmateix, el 1934, la prohibició del mestissatge només es va definir com a relacions sexuals entre races blanques i negres.
La primera instància important de censura sota el codi de producció va incloure la pel·lícula de 1934 Tarzan and His Mate, en la qual es van editar breus escenes de nus amb un doble corporal per a l'actriu Maureen O'Sullivan a partir del negatiu principal de la pel·lícula. Quan el Codi va arribar a ser completament funcional el gener de 1935, diverses pel·lícules de l'era anterior al Codi i el període de transició que va començar el juliol de 1934 van ser retirades dels intercanvis d'estrena (amb algunes d'elles no van tornar mai a veure's la publicació pública), la qual cosa va portar els estudis a refer-se. algunes de les seves pel·lícules de principis de la dècada de 1930 en anys posteriors: 1941 va veure l'estrena de remakes de The Maltese Falcon i Dr. Jekyll and Mr. Hyde, tots dos havien tingut versions anteriors al codi molt diferents publicades deu anys abans.
El Codi Hays també requeria canvis pel que fa a les adaptacions d'altres mitjans. Per exemple, la Rebecca d'Alfred Hitchcock no va poder retenir un element important de la novel·la de 1938 de Daphne du Maurier, on la narradora descobreix que el seu marit (l'aristocràtic vidu Maxim de Winter) va matar la seva primera dona (la Rebecca titular) i ella ho fa a la llum, ja que va seguir Rebecca després d'haver-lo provocat i burlat amb força. Com que un personatge important s'hagués sortit de l'assassinat i viure feliç per sempre hauria estat una violació flagrant del Codi, la versió d'Hitchcock va fer que Rebecca morís en un accident amb Maxim de Winter només culpable d'amagar els fets de la seva mort. El remake del 2020, no vinculat pel Codi, va restaurar l'element argumental original de Du Maurier.
El PCA també es va dedicar a la censura política. Quan Warner Bros. va voler fer una pel·lícula sobre els camps de concentració nazis, l'oficina de producció ho va prohibir, citant la prohibició de representar "en una llum desfavorable" les "institucions [i] persones destacades" d'un altre país, amb amenaces de portar l'assumpte govern federal si l'estudi tirava endavant. Aquesta política va impedir que es produïssin una sèrie de pel·lícules antinazis. El 1938, l'FBI va desenterrar i va processar una xarxa d'espies nazis, i posteriorment va permetre a Warner produir Confessions of a Nazi Spy (1939), amb el tema breu de The Three Stooges You Nazty Spy! (1940) va ser la primera pel·lícula de Hollywood de qualsevol tipus que va falsificar obertament el lideratge del Tercer Reich, seguida poc després per El gran dictador.
El poder de Breen per canviar guions i escenes va enfadar molts escriptors, directors i magnats de Hollywood. Breen va influir en la producció de Casablanca (1942), oposant-se a qualsevol referència explícita a Rick i Ilsa que havien dormit junts a París, ia la pel·lícula esmentant que el capità Renault extorsionava favors sexuals als seus suplicants; finalment, tots dos van romandre fortament implicats en la versió acabada. L'adhesió al Codi també va descartar qualsevol possibilitat que la pel·lícula acabés amb Rick i Ilsa consumant el seu amor adúlter, fent inevitable el final amb la noble renúncia de Rick, una de les escenes més famoses de Casablanca.

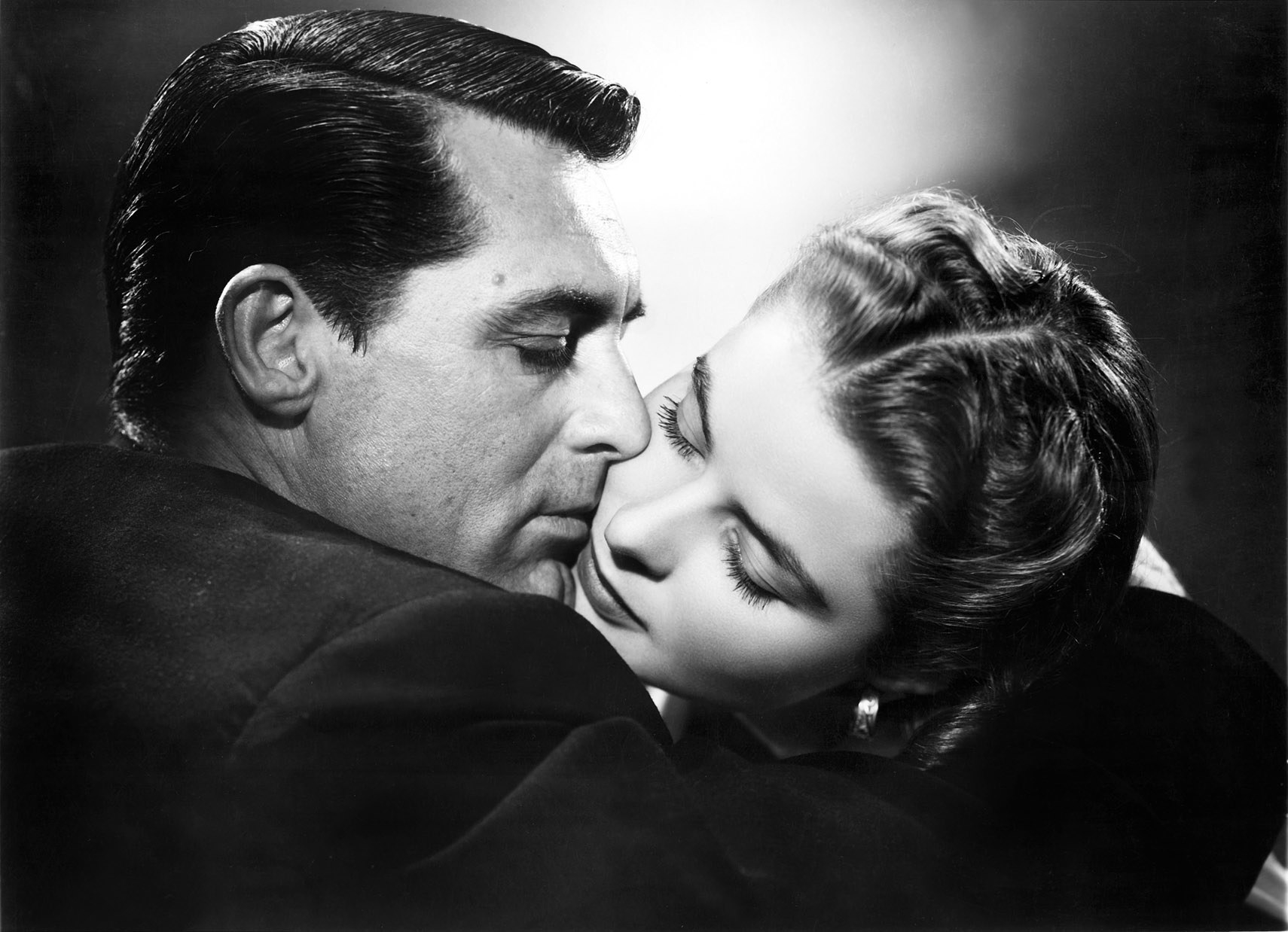
Alguns directors van trobar maneres d'esquivar les directrius del Codi; un exemple d'això va ser a la pel·lícula Notorious d'Alfred Hitchcock de 1946, on va treballar al voltant de la regla dels petons de tres segons fent que els dos actors s'interrompin cada tres segons. Tota la seqüència dura dos minuts i mig.

Tanmateix, algunes de la classe creativa de Hollywood van aconseguir trobar aspectes positius en les limitacions del Codi. El director Edward Dmytryk va dir més tard que el Codi "va tenir un efecte molt bo perquè ens va fer reflexionar. Si volíem transmetre alguna cosa que fos censurable... ho havíem de fer de manera astuta. Havíem de ser intel·ligents. I normalment es va convertir. fora de ser molt  millor que si ho haguéssim fet directament".
Fora del sistema d'estudis principal, els estudis de Poverty Row van ignorar el codi de vegades, mentre que els presentadors de pel·lícules d'explotació que operaven amb el sistema de distribució territorial (drets estatals) el van violar obertament mitjançant l'ús d'escletxes, disfressant les pel·lícules com a contes de moralitat o exposicions de malbaratament. Un exemple d'això és Child Bride (1938), que presentava una escena de nu que involucrava una actriu infantil de dotze anys (Shirley Mills).
Els telenotícies estaven majoritàriament exempts del Codi, tot i que el seu contingut es va reduir majoritàriament a finals de 1934 com a resultat de la indignació pública per la cobertura dels assassinats de John Dillinger al juliol, i de "Baby Face" Nelson i tres noies al Blue Ridge Mountains, aquestes dues últimes es van produir durant la mateixa setmana de novembre, sense desviar-se gaire del Codi fins a la Segona Guerra Mundial.
No obstant això, el desafiament més famós del codi va ser el cas de The Outlaw, un western produït per Howard Hughes, al qual se li va denegar un certificat d'aprovació després que es va completar el 1941, ja que la publicitat de la pel·lícula va centrar una atenció especial en els pits de Jane Russell. Quan l'estrena inicial de la pel·lícula de 1943 va ser tancada per l'MPPDA després d'una setmana, Hughes finalment va persuadir a Breen que això no infringia el codi i la pel·lícula es podia projectar, encara que sense un segell d'aprovació. La pel·lícula finalment es va estrenar el 1946. La producció de David O. Selznick Duel in the Sun també es va estrenar el 1946 sense l'aprovació de l'oficina Hays, amb diverses morts a la pantalla, adulteri i mostres de luxúria.
L'èxit financer d'ambdues pel·lícules es va convertir en factors decisius en el debilitament del Codi a finals de la dècada de 1940, quan els temes abans tabú de la violació i el mestissatge es van permetre a Johnny Belinda (1948) i Pinky (1949), respectivament. El 1951, la MPAA va revisar el codi per fer-lo més rígid, descrivint més paraules i temes prohibits. No obstant això, aquell mateix any, el cap de MGM, Louis B. Mayer, un dels principals aliats de Breen, va ser destituït després d'una sèrie de disputes amb la cap de producció de l'estudi, Dore Schary, la preferència de la qual per les pel·lícules de "realisme social" sovint estava en desacord amb els Hays. Oficina. El 1954, Breen es va retirar, en gran part per problemes de salut, i Geoffrey Shurlock va ser nomenat com el seu successor.

### Era post-Breen
Hollywood va continuar treballant dins dels límits del Codi de producció al llarg dels anys 40 i 50, però durant aquest temps, la indústria cinematogràfica es va enfrontar a amenaces competitives molt greus. La primera amenaça va venir de la televisió, una nova tecnologia que no obligava als nord-americans a sortir de casa per veure pel·lícules. Hollywood necessitava oferir al públic quelcom que no podia aconseguir a la televisió, que estava sota un codi de censura encara més restrictiu.
A més de l'amenaça de la televisió, la indústria estava patint un període de dificultats econòmiques que es van veure agreujades pel resultat de United States v. Paramount Pictures, Inc. (1948), en què el Tribunal Suprem va prohibir la integració vertical tal com s'havia trobat. violar les lleis antimonopoli, i els estudis no només es van veure obligats a renunciar a la propietat dels teatres, sinó que també van ser incapaços de controlar què oferien els expositors.
Això va provocar una competència creixent de pel·lícules estrangeres que no estaven vinculades pel Codi, com ara Bicycle Thieves de Vittorio De Sica (1948), estrenada als Estats Units el 1949. El 1950, el distribuïdor de pel·lícules Joseph Burstyn va estrenar The Ways of Love, que incloïa El miracle, un curtmetratge originari de L'Amore (1948), una pel·lícula d'antologia dirigida per Roberto Rossellini. Es va considerar que aquest segment es burlava de la Nativitat, de manera que la Junta de Regents de l'estat de Nova York (encarregada de la censura cinematogràfica a l'estat) va revocar la llicència de la pel·lícula. La demanda posterior, Joseph Burstyn, Inc. v. Wilson (anomenada la "Decisió Miracle"), va ser resolta pel Tribunal Suprem el 1952, que va anul·lar per unanimitat la seva decisió de 1915 (Mutual Film Corporation contra Industrial Commission of Ohio), i va decidir que les pel·lícules tenien dret a la protecció de la Primera Esmena i, per tant, el curt no es podia prohibir. Això va reduir l'amenaça de la regulació governamental, que abans s'havia citat com a justificació del Codi de producció, i els poders de la PCA sobre la indústria de Hollywood es van reduir molt.
Dues pel·lícules sueques, One Summer of Happiness (1951) i Summer with Monika (1953) d'Ingmar Bergman es van estrenar el 1955 com a pel·lícules d'explotació, el seu èxit va portar a una onada de productes europeus sexualment provocadors que van arribar als cinemes americans. Algunes pel·lícules britàniques, com Victim (1961), A Taste of Honey (1961) i The Leather Boys (1964), van desafiar els rols de gènere tradicionals i s'enfrontaven obertament als prejudicis contra els homosexuals, tot en clara violació del codi de producció de Hollywood.

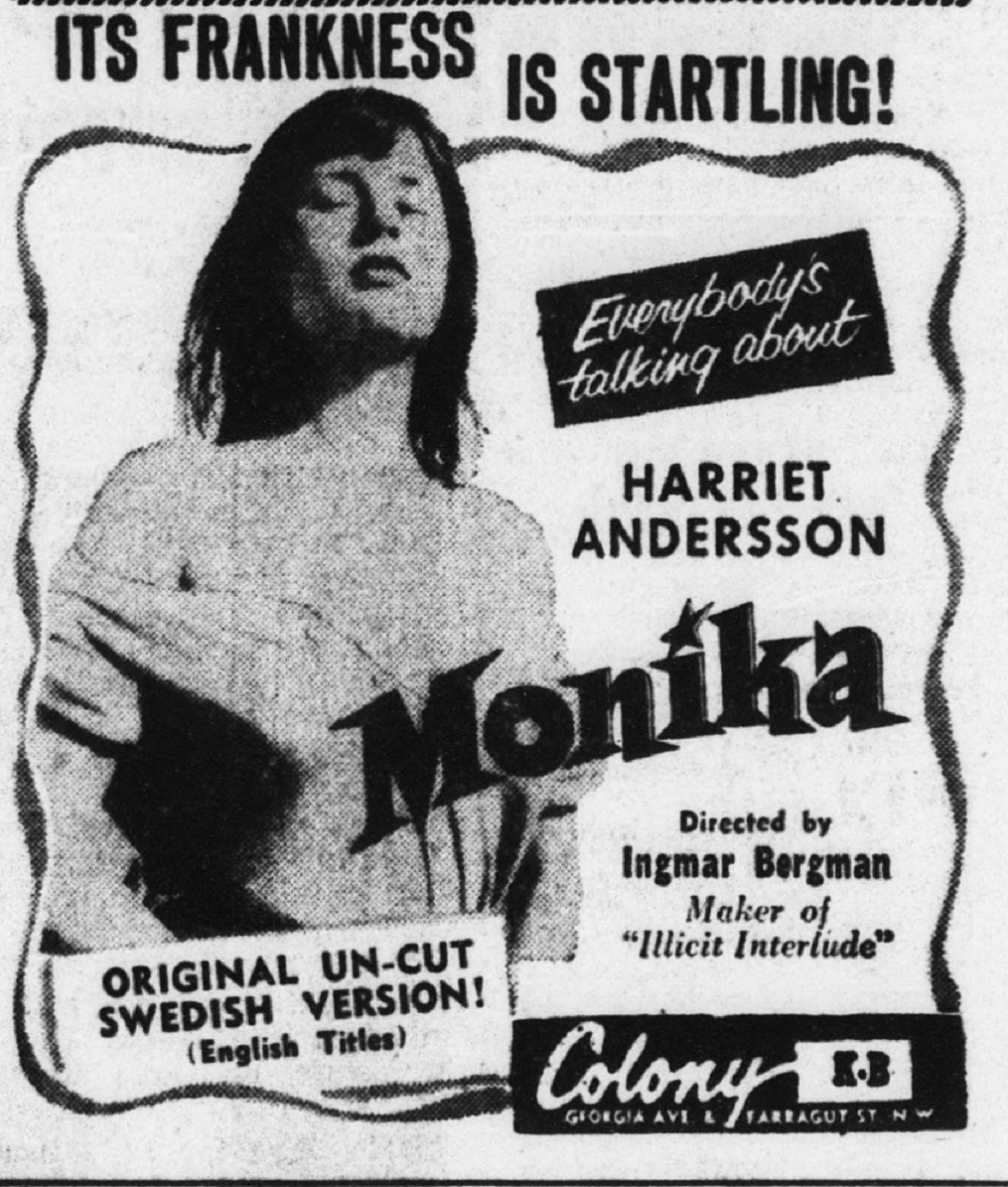
Anunci teatral nord-americà de 1955 per a Summer with Monika d'Ingmar Bergman (1953)

A més, els anys de postguerra van veure una liberalització gradual, encara que moderada, de la cultura americana. Un boicot de la National Legion of Decency ja no garanteix el fracàs comercial d'una pel·lícula (fins al punt que diverses pel·lícules ja no eren condemnades per la Legió a la dècada de 1950), i diversos aspectes del Codi havien perdut lentament el seu tabú. El 1956, es van reescriure àrees del Codi per acceptar temes com el mestissatge, l'adulteri i la prostitució. Per exemple, una proposta de remake d'Anna Christie, una pel·lícula anterior al Codi que tractava sobre la prostitució, va ser cancel·lada per MGM dues vegades, el 1940 i el 1946, ja que el personatge d'Anna no es va permetre que es representés com una prostituta. El 1962, aquest tema era acceptable i la pel·lícula original va rebre un segell d'aprovació.
Dues pel·lícules de 1956, The Bad Seed i Baby Doll, van generar una gran polèmica amb la PCA. El primer tractava de la mort de nens, inclosa la del protagonista Rhoda del "nen malvat" al final, que havia estat el resultat de canviar el final de la novel·la original per complir amb la regla del Codi "el crim ha de pagar". D'altra banda, la segona pel·lícula va ser atacada amb veu per líders religiosos i morals, en part per la seva publicitat provocativa, mentre que la MPAA va atreure grans crítiques per aprovar una pel·lícula que ridiculitzava les forces de l'ordre i utilitzava sovint epítets racials. No obstant això, la condemna de la pel·lícula per part de la Legió no va atreure una resposta unificada de les autoritats religioses, algunes de les quals consideraven que altres pel·lícules, inclosa Els deu manaments (estrenada aquell mateix any), tenien una quantitat i intensitat similars de contingut sensual.

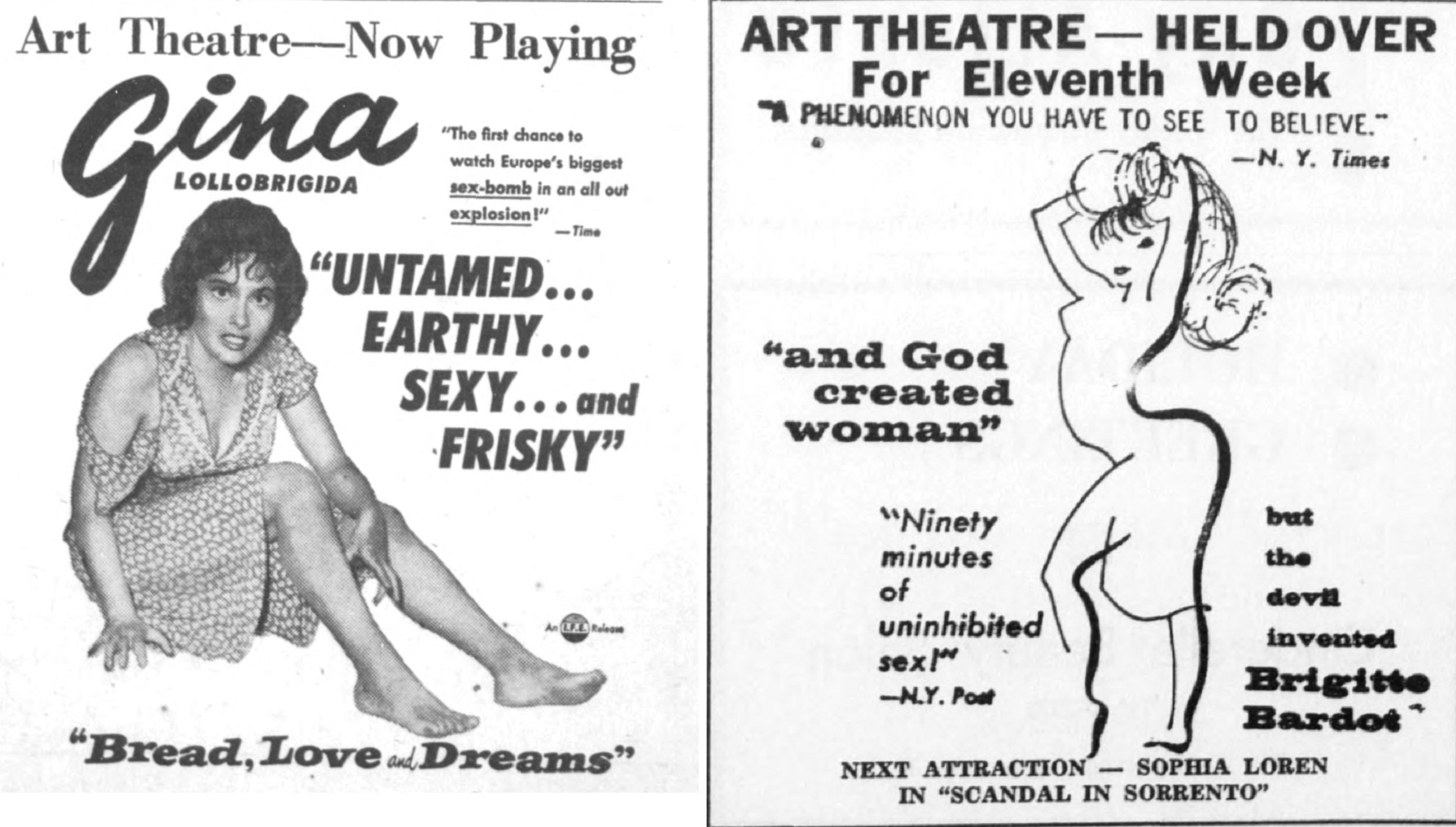
Anuncis d'obres d'art dels Estats Units dels anys 50. Molts nord-americans en aquell moment es van dirigir cap a pel·lícules estrangeres més provocadores i més provocadores, que es van mantenir en gran part lliures de restriccions de codi.

Durant la dècada de 1950, els estudis van trobar maneres de complir amb el codi i alhora eludir-lo. El 1956, Columbia va adquirir una distribuïdora d'art-house, Kingsley Productions, especialitzada en la importació de pel·lícules d'art estrangeres, per tal de distribuir i capitalitzar la notorietat de la pel·lícula And God Created Woman (1956). L'acord de Columbia amb la MPAA li va prohibir distribuir una pel·lícula sense un segell d'aprovació, però l'acord no especificava què podia fer una filial. Així, exempts de les regles imposades pel codi, es van utilitzar distribuïdors subsidiaris, i fins i tot creats per grans estudis com Columbia, per desafiar i debilitar el codi. United Artists va seguir el mateix i va comprar el distribuïdor de pel·lícules d'art Lopert Films el 1958, i al cap d'una dècada tots els estudis principals van distribuir pel·lícules d'art estrangeres.

Author Peter Lev cita:
La sexualitat explícita es va esperar a les pel·lícules estrangeres, fins a tal punt que "pel·lícula estrangera", "pel·lícula d'art", "pel·lícula per a adults" i "pel·lícula sexual" van ser durant diversos anys gairebé sinònims.
A finals de la dècada de 1950, van començar a aparèixer pel·lícules cada cop més explícites, com Cat on a Hot Tin Roof (1958), Suddenly, Last Summer (1959), Psycho (1960) i The Dark at the Top of the Stairs (1960). , sovint tractant temes adults i qüestions sexuals que no s'havien vist a les pel·lícules de Hollywood des que es va iniciar l'aplicació del codi de producció el 1934. La MPAA va concedir de mala gana el segell d'aprovació d'aquestes pel·lícules, encara que no fins que es van fer certs canvis. A causa dels seus temes, Some Like It Hot (1959) de Billy Wilder no va rebre un certificat d'aprovació, però tot i així es va convertir en un èxit de taquilla i, com a resultat, va debilitar encara més l'autoritat del Codi.
Al capdavant de la impugnació del Codi va estar el director Otto Preminger, les pel·lícules del qual van violar el Codi repetidament als anys cinquanta. La seva pel·lícula de 1953 The Moon Is Blue, sobre una dona jove que intenta fer front a dos pretendents al·legant que planeja mantenir la seva virginitat fins al matrimoni, es va estrenar sense un certificat d'aprovació per United Artists, la primera producció distribuïda per un membre de la MPAA per fer-ho. Més tard va fer The Man with the Golden Arm (1955), que va retratar el tema prohibit de l'abús de drogues, i Anatomy of a Murder (1959), que tractava sobre l'assassinat i la violació. Like Some Like It Hot, les pel·lícules de Preminger van ser atacs directes a l'autoritat del codi de producció, i el seu èxit va accelerar el seu abandonament.
L'any 1964, la pel·lícula de l'Holocaust The Pawnbroker, dirigida per Sidney Lumet i protagonitzada per Rod Steiger, va ser inicialment rebutjada per dues escenes en què les actrius Linda Geiser i Thelma Oliver exposen totalment els seus pits, i també per una escena de sexe entre Oliver i Jaime Sánchez. que es va descriure com "inacceptablement suggeridor i luxuriós de sexe". Malgrat el rebuig, els productors de la pel·lícula van acordar que Allied Artists estrenés la pel·lícula sense el segell del codi de producció, amb els censors de Nova York llicenciant la pel·lícula sense les retallades exigides pels administradors del codi. Els productors van recórrer el rebuig a la MPAA. Amb una votació de 6 a 3, la MPAA va concedir a la pel·lícula una excepció, condicionada a la "reducció de la durada de les escenes que l'Administració del Codi de Producció va considerar inaprovable". Les reduccions de nuesa demanades eren mínimes, i el resultat es va veure als mitjans de comunicació com una victòria per als productors de la pel·lícula.
The Pawnbroker va ser la primera pel·lícula amb pits nus que va rebre l'aprovació del codi de producció. L'excepció al codi es va concedir com un "cas especial i únic" i va ser descrita per The New York Times en aquell moment com "un moviment sense precedents que, però, no crearà precedents". A Pictures at a Revolution, un estudi del 2008 sobre pel·lícules durant aquella època, Mark Harris va escriure que l'aprovació de la MPAA va ser "la primera d'una sèrie de lesions al codi de producció que resultarien fatals en tres anys".

### Abandonament
El 1963, el president de la MPAA, Eric Johnston, que abans havia "liberalitzat" el Codi, va morir. Els tres anys següents van estar marcats per una lluita de poder entre dues faccions, que va provocar una aplicació erràtica del Codi. Finalment, la facció "liberal" es va imposar el 1966, instal·lant a Jack Valenti com a nou cap de l'Associació. El caos del període provisional havia fet impossible l'aplicació i Valenti, un opositor del Codi de producció, va començar a treballar en un sistema de classificació sota el qual disminuirien les restriccions pel·lícules, una idea que s'havia plantejat ja l'any 1960 com a resposta a l'èxit de la pel·lícula. no aprovat Some Like It Hot i Anatomy of a Murder [cita necessària]
El 1966, Warner Bros. va estrenar Who's Afraid of Virginia Woolf?, la primera pel·lícula amb el segell "Suggested for Mature Audiences" (SMA). Com que la junta de la PCA estava dividida sobre la censura del llenguatge explícit de la pel·lícula, Valenti va negociar un compromís: es va eliminar la paraula "cargol", però es va mantenir un altre llenguatge, inclosa la frase "gepeu l'amfitriona". La pel·lícula va rebre l'aprovació del codi de producció malgrat l'idioma anteriorment prohibit.
Aquell mateix any, a la pel·lícula Blowup, de producció britànica i finançada pels Estats Units, se li va negar l'aprovació del codi de producció pels seus diversos casos de nuesa, jocs previs i relacions sexuals. Metro-Goldwyn-Mayer el va publicar de totes maneres, sota un pseudònim especialment creat, Premier Productions. Aquesta va ser la primera instància d'una empresa membre de la MPAA produint directament una pel·lícula sense un certificat d'aprovació. A més, el codi original i llarg es va substituir per una llista d'onze punts que descriuen que els límits del nou codi serien els estàndards de la comunitat actuals i el bon gust. Qualsevol pel·lícula que contingui contingut que es consideri adequat per a públics més grans inclouria l'etiqueta SMA a la seva publicitat. Amb la creació d'aquesta nova etiqueta, la MPAA va començar a classificar de manera extraoficial les pel·lícules.
El sistema de classificació de pel·lícules de la MPAA va entrar en vigor l'1 de novembre de 1968, amb els quatre símbols de classificació: "G" que significa suggerit per a l'exposició general (s'admeten persones de totes les edats), "M" que significa suggerit per a públic adult, "R" que significa suggerit com a restringit (no s'admetran persones menors de 16 anys tret que estiguin acompanyades d'un pare o tutor adult) i "X" significa que no s'admetran persones menors de 16 anys. A finals de 1968, Geoffrey Shurlock va renunciar al seu càrrec i la PCA es va dissoldre efectivament, sent substituïda per l'Administració de Codi i Classificació (CARA), dirigida per Eugene Dougherty. El CARA substituiria "Codi" per "Classificació" el 1978.
El 1969, la pel·lícula sueca I Am Curious (Yellow), dirigida per Vilgot Sjöman, va ser inicialment prohibida als Estats Units per la seva representació franca de la sexualitat; no obstant això, això va ser anul·lat pel Tribunal Suprem. El 1970, a causa de la confusió sobre el significat de "públics madurs", la qualificació M es va canviar a "GP" que significa "per a l'exposició general, però es suggereix l'orientació dels pares", i el 1972 a l'actual "PG", per a "parents". orientació suggerida". El 1984, en resposta a les queixes del públic sobre la gravetat dels elements de terror en títols classificats per PG com Gremlins i Indiana Jones i el Temple of Doom, la classificació "PG-13" es va crear com a nivell mitjà entre PG i R. 1990, la qualificació X va ser substituïda per "NC-17" (menors de 17 anys no admesos) a causa de l'estigma de la primera, associada a la pornografia; com que la classificació X no era marca registrada per la MPAA (que esperava que els productors preferirien autovaluar aquest producte), aviat es va apropiar de llibreries i teatres per a adults, que van comercialitzar els seus productes com a X, XX i XXX.
Com que l'American Humane Association depenia de l'oficina de Hays pel dret a controlar els aparells utilitzats per a la producció, el tancament de l'oficina de Hays el 1966 també es va correspondre amb un augment de la crueltat animal als escenaris. L'associació no va recuperar l'accés fins a l'any 1980.